# Они были незаменимыми
«Они были незаменимыми» (англ. They Were Expendable) — кинофильм режиссёра Джона Форда, снятый в 1945 году. Фильм основан на истории подразделения под командованием Джона Балкели во время японского вторжения на Филиппины. Американская премьера состоялась 20 декабря 1945 года.
В 1946 году фильм был номинирован на две премии «Оскар»: за лучшую запись звука (Дуглас Ширер) и за лучшие спецэффекты (Арнольд Гиллеспи, Дональд Джараус, Р. А. Макдональд, Майкл Стейнор).

## Сюжет
Фильм повествует о судьбе отряда торпедных катеров под командованием лейтенанта Джона Брикли, базирующемся на Филиппинах. После начала войны здесь появляются многочисленный японский флот и авиация. Несмотря на то, что высшее командование поначалу относится весьма скептически к возможностям торпедных катеров и склонно использовать их преимущественно для обмена сообщениями и перевозки грузов, после нескольких успешных операций Брикли удаётся доказать способность своего подразделения решать важные задачи. Параллельно развивается романтическая линия между лейтенантом Расти Райаном и медицинским офицером Сэнди Дэвисс.

## В ролях
- Роберт Монтгомери — лейтенант Джон Брикли
- Джон Уэйн — лейтенант Расти Райан[2]
- Донна Рид — лейтенант Сэнди Дэвисс
- Джек Холт — генерал Мартин
- Уорд Бонд — Малкэхи
- Маршалл Томпсон — энсин «Змей» Гарднер
- Пол Лэнгтон — энсин Эндрюс
- Леон Эймс — майор Джеймс Мортон
- Роберт Бэррат — генерал
- Луис Джин Хейдт — Огайо

## Производство
Съёмки фильма проходили в штатах Флорида и Род-Айленд в феврале—июне 1945 года.